# Neuroleon torridus
Neuroleon torridus är en insektsart som beskrevs av Navás 1914. Neuroleon torridus ingår i släktet Neuroleon och familjen myrlejonsländor. Inga underarter finns listade i Catalogue of Life.